# Tlapacoya
Tlapacoya est un site archéologique situé dans la municipalité d'Ixtapaluca dans l'État de Mexico au Mexique. Le Cerro de Tlapacoya était jadis une île ou une péninsule au bord du lac Chalco. Tlapacoya est un site représentatif de plusieurs phases culturelles du bassin de Mexico, tant prémésoaméricaines que mésoaméricaines. 
- Un site paléolithique de chasseurs-cueilleurs, où l'on a découvert de nombreux artefacts et des fossiles, pourrait être vieux de plus de 20 000 ans[1],[2]
- Au lieu-dit Zohapilco, au pied du Cerro, on a découvert la plus vieille figurine en terre cuite de Mésoamérique. Datée d'environ 2300 av. J.-C.[3], cette statuette très fruste représente une femme enceinte. Le visage est à peine esquissé par des perforations indiquant les yeux, une protubérance pour le nez et pas de bouche. Le corps cylindrique n'a pas de bras et les jambes, dont l'une est cassée, sont limitées aux cuisses[4].
- Au Préclassique, Tlapacoya fut le siège d'une chefferie contemporaine de Tlatilco et présentant les mêmes caractéristiques de la culture de Tlatilco. Le site a été irrémédiablement détruit lors de la construction de l'autoroute Mexico-Puebla.
- La pyramide de Tlapacoya est un édifice à six degrés. Datée de -400 à -200, elle a été restaurée par Román Piña Chán dans les années 1950.